# 秘密建儲制
秘密建儲制，又稱密建儲贰、密匣立儲、儲位密建，為大清一種立儲模式，由雍正帝所發明。皇帝將遺詔封入密匣內，一般放到北京乾清宫正殿正大光明匾額後；將來天子駕崩之時，由王侯宗室、顧命大臣等人揭匣公証，立敕書所定之儲君為帝。
清朝透過秘密建儲制產生了四位皇帝：雍正帝傳乾隆帝、乾隆帝傳嘉慶帝、嘉慶帝傳道光帝、道光帝傳咸豐帝。

## 背景
在中國專制歷史中，由於皇權崇高，取得儲君位置尤為重要。元清以外大多數漢族皇朝，基本遵循「嫡長子大宗繼統」原則。但由於嫡長子不一定為皇子中最為有能力者，所以經常會出現嫡系甚至庶子、或其餘宗室出手爭奪儲位之例，如唐朝的玄武門之變、唐隆政變与明朝的靖難之變。

### 後金及清初
由於後金滿族並未完全漢化，所以嫡長子繼統思想的影響不深。後金及清初期之繼承大統，則由議政王大臣會議的推舉擁戴而確立。因努爾哈赤並未立遺詔，皇太極的即位是由於努爾哈赤長子代善及其子與諸貝勒商定推舉而成。而皇太極駕崩後亦無傳位遺詔，最後造成豪格與多爾袞爭位，並最後因多方勢力平衡的妥協方案才造成福臨繼位，是為順治帝，但多爾袞乘機攝政。
順治帝在位期間鞏固了王朝統治，尤其在多爾袞逝世、順治帝親政後，皇權實質地提高。由此才真正使得康熙帝的繼位是因先皇遺詔而得。選擇康熙帝玄燁是因為傳教士湯若望的建議，讓得過天花並康復的玄燁繼位，以保證新帝不會因為天花而動搖國本。實際上當時玄燁的哥哥福全在世，但一隻眼睛有殘疾，且沒有出過痘。

### 九王奪嫡
康熙帝是目前史學界認為清朝第一個建立儲君的皇帝，並在晚年一度嘗試秘密建儲。康熙帝因早年孝誠仁皇后產二皇子胤礽時難產，加之與孝誠仁皇后之感情深厚，立胤礽為太子。此時康熙帝已有大阿哥胤禔。這也就奠定了早年「太子黨」與「大千歲黨」的爭鬥。而後因太子被廢且儲位長期擱置並逐漸演變為「九王奪嫡」之亂。最終康熙帝以詔書方式傳位於皇四子胤禛。

## 實行
雍正帝是第一個真正以秘密建儲的方式傳位的皇帝，用密匣立儲傳位於乾隆帝（乾隆帝是雍正帝事实上的庶長子）；弘曆秘密立皇十五子顒琰為儲君後於乾隆六十年退位，內禪予其（即嘉慶帝）；嘉慶帝也秘密建儲，傳位於皇二子旻寧（即道光帝），旻寧即位雖然得到皇太后認同，也得到軍機大臣和向來支持立嫡長子的漢族大臣的認同（道光帝是嘉慶帝的嫡長子），但在秘密建儲的過程上是瑕疵甚多，不是真正的秘密建儲制。道光帝依秘密建儲制傳咸豐帝（咸豐帝是道光帝事实上的嫡長子）。但咸豐帝只有一子载淳（即同治帝）存活，同治帝則無子即過世，且政權掌控於慈禧太后手上，慈禧太后亦可隨意選帝，於是便擁立载湉（即光緒帝）登基，光緒帝亦無子（慈禧太后一度立溥儁為同治帝的嗣子，是為己亥立儲，但遭外界反對而失敗），慈禧太后又立溥儀為帝，而溥儀是末代皇帝，因此自咸豐帝繼位後秘密建儲制也名存實亡了。